# Краснобрідська ікона Божої Матері

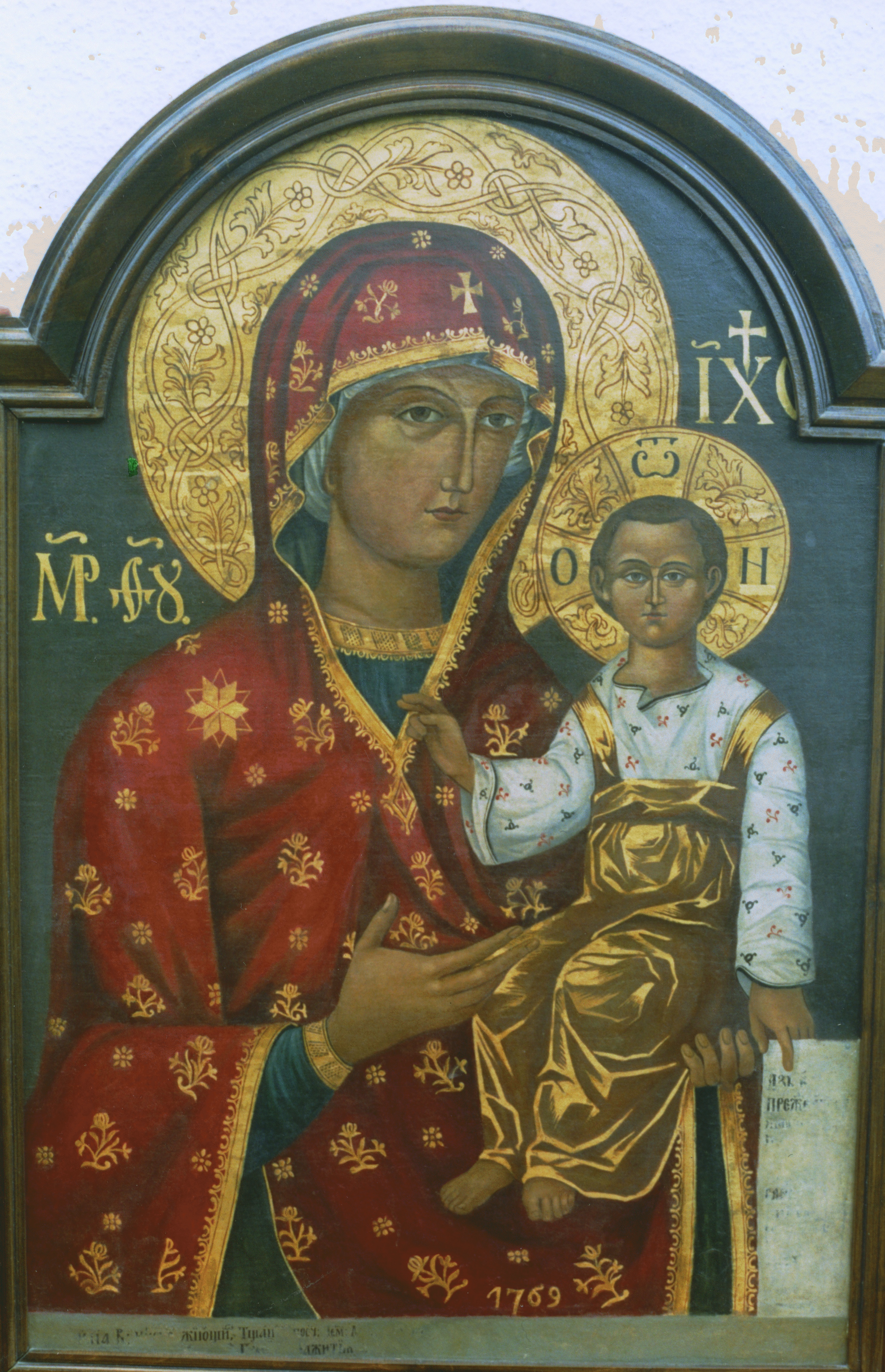
Краснобрідська ікона Божої Матері оригінал, 14‒те століття, фото із р. 1996

Фото Краснобідськоï ікони із 14-ого віка тісно перед реставрованьом р. 1972

Краснобрідська ікона Божої Матері — чудотворна ікона Богородиці датується другою пол. XIV століття. Зберігається в Краснобрідському василіанському монастирі Зіслання Святого Духа, що в Словаччині.

## Опис
Краснобрідська ікона Богородиці не є традиційно написана на дереві, а на полотні розміром 110x75 см.
Іконописнис цієї ікони є унікальним та немає аналогів. Наприклад Ісус Христос має білий гіматій як символ чистоти та досконалості та золотий хітон, символ царської гідності.
На іконі є написаний 1769 рік. Ймовірно, що це рік, коли ікона була обновлена вже василіанським ієромонахом Фадеєм Спалінським.
Пізніше в 1972 році ікона була ще раз обширно відреставрована художником Миколою Йорданом.
Напис на згортку, що тримає Христос зараз є вже нечитабельним.
Згідно з василіанського ченця Горазда Тимковича там був напис:
|  | «Перше, ніж був Авраам, Я є» (Ів.8,58) |

Цікавий також є напис над Христом з хрестиком над «X».
Коронована ікона була в XVII ст.

## Історія
Перші відомості про Краснобрідську чудотворну ікону Пресвятої Богородиці нам подає народний переказ з другої половини XIV ст., що записаний на сторінках монастирського літопису. Одного разу перед святом Зіслання Святого Духа один сліпець, що подорожував тим краєм, напився та умився водою з криниці і, щиро помолившись до Матері Божої, прозрів, побачивши перед тим сіяючий Хрест. В знак вдячності за своє чудесне зцілення він побудував біля криниці невеличку каплицю, де й помістив ікону Пресвятої Богородиці.
Коштом і старанням князя Федора Корятовича на цьому місці було побудовано дерев'яну церкву і келії для декількох ченців, як знак щирої подяки Божій Матері за опіку над краєм. 
У 1603 році Краснобрідський василіянський монастир дуже потерпів від пожежі і пограбування, але ця ікона Пресвятої Богородиці залишилася чудом неушкодженою. Невдовзі ця чернеча обитель була заново відбудована. Пізніше монастир ще не раз зазнавав знищення від пожеж і руйнувань під час воєнних лихоліть, але ікона Божої Матері вціліла. Після однієї з пожеж ікона об'явилась пастухам овець, що прийшли подивитись на незвичайне світло і побачили неушкоджену ікону Богородиці. За місцевими свідченнями ікона плакала, поки не був побудований новий храм.
Проходили століття, проте шана до ікони Краснобрідської Богородиці тільки зростала.
Після зруйнування василіанського монастиря в 1915 році ікона була схована в куратора Вархоли, де і перебувала під час Першої світової війни.
Від 1919 до 1950 перебувала в сільському храмі св.Іоана Хрестителя.
В 1950 році, знову сховали ікону Божої Матері, щоб вона не потрапила в чужі руки колишнього режиму.
Сховала її Марія Другова з чоловіком (1950–1968). 
У 1968 році ікона знову перебувала в  храмі  св.Іоана Хрестителя у Красному Броді. 
У 1972 році ікона була відреставрована та були написані принаймні дві точні копії. Одна з копій зберігається в церкві до сьогодні.
До 1993 року оригінал ікони був схований в домашній каплиці греко-католицького князя Яна Байцури.
Василіанська обитель в 1998 році знову ожила. До 2005 чудотворна ікона знаходилась у василіанському монастирі в Пряшеві.
Згідно з істориком о.Йосафатом Тимковичем з 2005 року ікона знаходиться в новому василіанському монастирі в Красному Броді.

## Чудеса
Відомості про чудесні зцілення та уздоровлення містяться в пісні присвяченій Краснобрідській Богородиці.
Звідти дізнаємось історію про душевнохворого Прокопа з села Русків, який ходив полями та лісами і шукав спосіб як покінчити з своїм життям. Його знайомі насильно привели до Чудотворної ікони, ченці молились над ним, і так він зцілився.
В XIV–XV ст. ікона була прославлена тим, що уздоровлювала психічно-хворих людей. Згідно з свідченням Йосафата Тимковича, людей, що були схильні до наприклад до самогубства, депресіям, шизофренії, страху або безсоння привозили до Красноброду, де над ними молились ченці перед Чудотворною іконою Божої Матері.
Уже на початку 60-х років XVII ст. ця ікона була широко відома в краю своїми чудами. Чудотворну ікону Пресвятої Богородиці вірні почали прикрашати численними дарами-вотами в знак вдячності Господеві за ласки, які завдяки заступництву Матері Божої сходили на побожних прочан, що з вірою і надією приходили до цієї Краснобрідської чудотворної ікони.
З другої половини XVIII ст. Краснобрідська чернеча обитель, незважаючи на важкі часи, далі залишалася важливим відпустовим місцем Підкарпатського краю. Сюди з усіх околиць Срібної Землі і Галицької Лемківщини збиралися на багатотисячні відпусти на празники Зіслання Святого Духа і Покрову Матері Божої побожні прочани, щоб перед чудотворною іконою Пресвятої Богородиці отримати зцілення від тілесних і душевних недуг.
Тут у 1761 році було збудовано нову монастирську церкву з каплицею, у якій було поміщено чудотворну ікону Матері Божої.

## Див.також
- Самбірська чудотворна ікона Божої Матері
- Ікона Божої Матері Зарваницької
- Всецариця
- Невичерпна Чаша (ікона)